# Beastmaster – Das Auge des Braxus
Beastmaster – Das Auge des Braxus ist ein US-amerikanischer Barbarenfilm des Jahres 1996 aus dem Genre der Fantasyfilme. Es ist der letzte Teil der Trilogie mit den Vorgängern Beastmaster II – Der Zeitspringer (1991) und Beastmaster – Der Befreier (1982).
Im Gegensatz zu den beiden vorhergehenden Teilen der Reihe wurde dieser Film direkt für das Fernsehen produziert. Die deutsche Erstveröffentlichung erfolgte am 20. Juni 1996 auf Video.

## Handlung
Dar, der Beastmaster, muss alle seine Fähigkeiten einsetzen, um seinen Bruder König Tal aus der Gewalt des skrupellosen Magiers Lord Agon zu befreien. Dieser will mit Hilfe eines mystischen Amuletts, welches sich im Besitz von Tal befindet, den gefürchteten Dämon Braxus wiederbeleben.

## Kritiken
„Spannungsarmes, wenig originelles Fantasy-Abenteuer, das sich mit dem Abspulen genretypischer Standardsituationen begnügt. Die vielen Unzulänglichkeiten der Produktion sorgen für unfreiwillige Komik.“

## Auszeichnung
Der Film war 1996 in der Kategorie Best Genre Video Release für den Saturn Award nominiert.